# 桂林道
桂林道（けいりん-どう）は中華民国北京政府により設置された広西省の道。

## 沿革
1913年（民国2年）、漓江道として設置。観察使は桂林県に置かれ、下部に桂林、興安、霊川、陽朔、永寧、永福、義寧、全県、灌陽、竜勝、中渡、平楽、恭城、富川、賀県、茘浦、修仁、昭平、永安の19県を管轄した。1914年（民国3年）5月に桂林道と改称、観察使も道尹と改められた。1916年（民国5年）10月に鍾山県、1924年（民国13年）3月に榴江県が新設された。1926年（民国15年）に廃止されている。

## 行政区画
廃止直前下部の21県。（50音順）
- 永福県
- 賀県
- 灌陽県
- 義寧県
- 恭城県
- 桂林県
- 興安県
- 古化県（永寧県より改称）
- 修仁県
- 鍾山県
- 昭平県
- 全県
- 中渡県
- 富川県
- 平楽県
- 蒙山県（永安県より改称）
- 陽朔県
- 竜勝県
- 榴江県
- 霊川県
- 茘浦県